# Lienzer Kosakentragödie
Als Lienzer Kosakentragödie oder Tragödie an der Drau werden Vorgänge im Frühling und Sommer 1945 bezeichnet, als militärischen Kosakenverbänden, die nach ihrer Kapitulation vor der britischen Armee bei Lienz in Osttirol lagerten, die Zwangsrepatriierung in die Sowjetunion drohte. Eine unbestimmte Anzahl von Soldaten und Familienmitgliedern, die im Tross den Kosakenverbänden gefolgt waren und auf neue Siedlungsgebiete im Friaul gehofft hatten, starb durch Suizid, erweiterten Suizid und Gewaltanwendung durch britische Soldaten.

## Vorgeschichte

### Vor dem Zweiten Weltkrieg
Am Russischen Bürgerkrieg beteiligte sich ein großer Teil der Kosaken auf der Seite der zaristischen „Weißen“. Unter Lenin (1920) und danach Stalin wurde die Mehrheit der Kosaken daher kollektiv als „Anti-Bolschewiki“ verfolgt. Es gab aber auch Kosaken auf Seiten der Bolschewiken und viele, die mehrmals die Seiten wechselten.

### Kosaken in der Wehrmacht
Wie während der Revolution fanden sich die Kosaken während des Zweiten Weltkrieges auf beiden Seiten wieder, wobei ein großer Teil aufgrund ihrer antibolschewistischen Einstellung offene Sympathien für das nationalsozialistische Deutschland hegte, welches sie als Bollwerk gegen Stalin betrachteten.
Im Vorrücken der Wehrmacht glaubte man eine Möglichkeit zu erkennen, alte Rechte und Privilegien wiederzuerhalten bzw. die orthodoxe Religion wieder offen zelebrieren zu können. Deshalb bot ein Teil der Kosaken Hitler seine Dienste an. Dieser kam ihren Wünschen zunächst wenig nach.

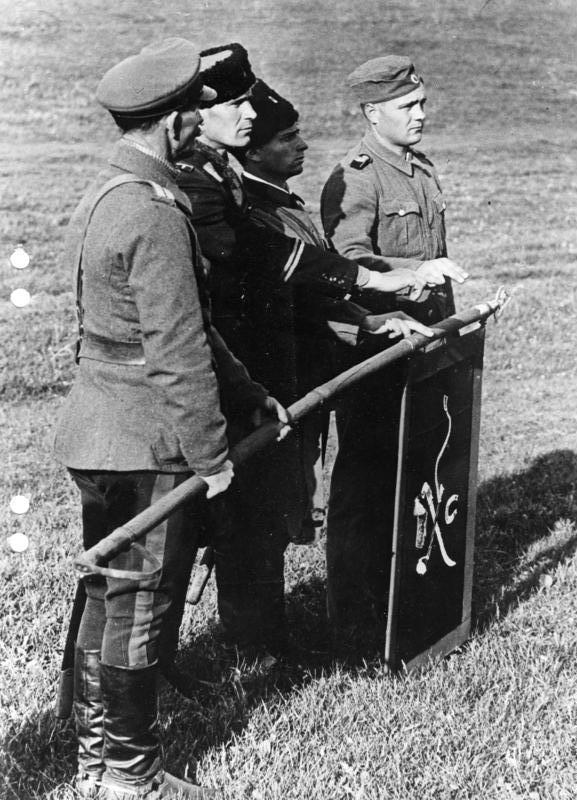
Drei Kosaken leisten den Führereid

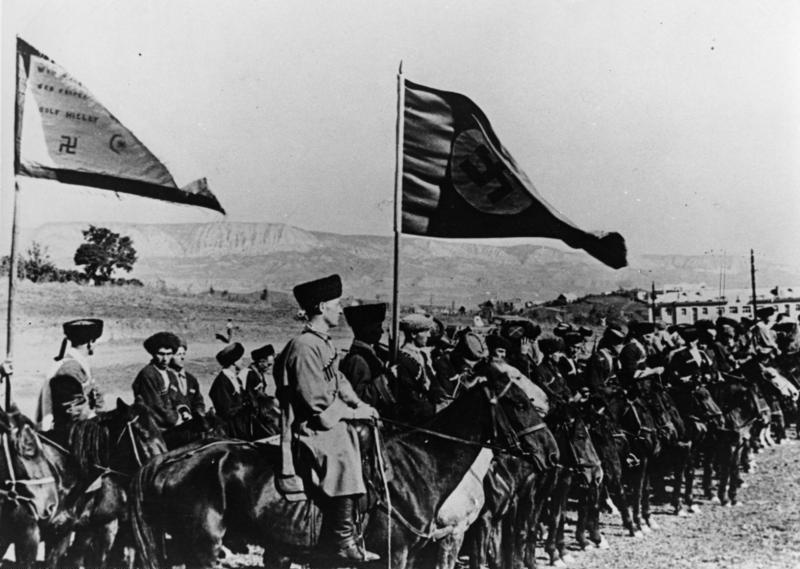
Kosakeneinheit der Wehrmacht (1942)

Die ersten Sicherungs- und Kavallerieformationen der Kosaken, die auf deutscher Seite eingesetzt wurden, entstanden im Herbst 1941 und dienten zunächst der Partisanenbekämpfung. Während der Sommeroffensive der Wehrmacht 1942 billigte Hitler den Einsatz von Kosakenverbänden nicht nur bei der Partisanenbekämpfung, sondern auch an der Front.
Weil Bedenken bestanden, dass die Kosaken möglicherweise gegen ihre Landsleute nicht zuverlässig kämpfen würden, wurden später Kosakeneinheiten insbesondere in Jugoslawien eingesetzt. Die Beweglichkeit der berittenen Kosakenverbände bewährte sich im Kampf gegen die Titopartisanen. Gleichzeitig kam die 1. Kosaken-Kavallerie-Division im jugoslawischen Aufstandsgebiet durch eine Vielzahl von Plünderungen, Vergewaltigungen und Erschießungen in Verruf.

### Umsiedlung
Bedingt durch den Rückzug der Wehrmacht im Osten ab 1943 sahen sich auch die Familien der Kosaken gezwungen, ihre Heimat zu verlassen. Den Kosaken-Stans (militärisch organisierten, auch regional zusammengehörigen Familienclans der Kosaken) unter ihren aus der Zarenzeit berühmten Anführern, wie den Atamanen und Generalen Krasnow, Kulakoff, Schkuro, dem Sultan Klytsch oder Vasilieff und Domanow, wurden neue Siedlungsgebiete in der oberitalienischen Provinz Friaul, in der Gegend von Tolmezzo in Karnien, als ein neues „Kosakia“ bzw. „Kosakenland in Norditalien“ von der deutschen Reichsregierung zugewiesen. Im Sommer 1944 wurden in 50 Eisenbahnzügen etwa 35.000 Kosaken aus dem Osten evakuiert und in dieser Gegend angesiedelt. In Tolmezzo residierte ein Stab mit 2.800 Offizieren und 20.000 Soldaten, die zur Partisanenbekämpfung eingesetzt wurden. Auf einem in Virovitica (Kroatien) zusammengerufenen Allkosakenkongress wurde unter dem Vorsitz des Obersten Iwan Kononow am 29. März 1945 dort General Helmuth von Pannwitz, Kommandeur des XV. Kosaken-Kavallerie-Korps, zum Obersten Feldataman aller Kosakenheere gewählt und ihm die Funktion übertragen, die seinerzeit nur dem Zarewitsch vorbehalten war.
Unter dem Druck italienischer Partisanenbewegungen und um sich mit den nach Österreich ausweichenden Kosakeneinheiten des Kosaken-Kavallerie-Korps zu vereinigen, flüchteten die Kosaken-Stans in riesigen Trecks mit Pferd und Wagen nach Norden in das Gebiet von Oberkärnten und Osttirol, wo sie vom Zusammenbruch des Deutschen Reichs eingeholt wurden. Gemäß einer Vereinbarung der Alliierten, Kriegsgefangene an ihre Herkunftsländer zu überstellen, wurden die Kosaken von den britischen Truppen an die Sowjetunion ausgeliefert und dort vielfach deportiert und zu Zwangsarbeit verurteilt. General Helmuth von Pannwitz wurde in der Sowjetunion zum Tode verurteilt und am 16. Januar 1947 in Moskau hingerichtet.

## Die Kosaken in Lienz
Die bevorstehende Niederlage Deutschlands brachte die Kosaken als Kämpfer auf Seiten Deutschlands in arge Bedrängnis. Stalin betrachtete sie als NS-Kollaborateure und Verräter und drohte ihnen mit dem Tod. Um nicht in Gefangenschaft der Roten Armee bzw. der Titoarmee zu gelangen, flüchteten die Kosaken-Stans Anfang Mai 1945 unter dem Kommando von General Domanow über den Plöckenpass, wo sie vom SS-Funktionär Odilo Globocnik empfangen und nach Kötschach-Mauthen geleitet wurden. Die Kosaken gelangten so in das Gebiet von Oberkärnten und Osttirol. In Lienz wurde das Hauptquartier aufgeschlagen und in den Wiesen und Wäldern rund um die Dolomitenstadt lagerten ca. 25.000 Männer, Frauen und Kinder, der Großteil von ihnen bestand aus Angehörigen der Kampfeinheiten. Dazu kamen noch mehr als 5.000 Pferde, die innerhalb kurzer Zeit die Wiesen kahl fraßen. Dies erklärt u. a. die zurückhaltende und angsterfüllte Aufnahme durch die Einheimischen, die sich durch die Anwesenheit der Kosaken oft bedroht fühlten.
Entgegen anderslautenden Zusagen verluden die Briten, nachdem die Kosakenoffiziere bereits einige Tage zuvor durch eine fingierte Konferenz in Spittal an der Drau vom übrigen Stan getrennt worden waren, die Kosaken und Kaukasier gewaltsam auf LKW und Eisenbahnwaggons. Man berief sich auf den Vertrag von Jalta, in dem unter anderem die Rückführung aller Sowjetbürger in die Sowjetunion vereinbart worden war, die sich am Kriegsende in alliierter Gefangenschaft befanden (Zwangsrepatriierung). Die britische Regierung befürchtete, dass Stalin die beim Vormarsch durch die sowjetischen Truppen befreiten britischen Kriegsgefangenen als Faustpfand zurückbehalten könnte, solange die Kosakeneinheiten nicht repatriiert worden wären. Das Gleiche galt auch für zehntausende von jugoslawischen Bürgern und Soldaten beim Massaker von Bleiburg, die – vor allem in den Reihen der faschistischen kroatischen Ustascha-Verbände – auf deutscher Seite gestanden hatten.
In den Lagern um Lienz und Oberdrauburg sprangen im Zuge der Auslieferung Mütter mit ihren Kindern in selbstmörderischer Absicht in die hochwasserführende und eiskalte Drau. Männer erschossen oder erhängten sich. Die Ereignisse gingen als „Tragödie an der Drau“ in die Geschichte ein.
Der Großteil der Kosaken und Kaukasier wurde in Judenburg den sowjetischen Truppen übergeben. Viele überlebten den Sommer 1945 nicht mehr. Sie nahmen sich aus Furcht vor Verfolgung durch die sowjetischen Organe das Leben bzw. töteten ihre Kinder und Verwandten oder überlebten die Transporte in die Gefangenenlager nicht. Offiziere wurden in der Regel nach kurzen Prozessen hingerichtet, General von Pannwitz wurde am 16. Januar 1947 in Moskau mit fünf weiteren Kosakengenerälen und Atamanen hingerichtet. Am 23. April 1996 erfolgte seine Rehabilitierung durch den russischen Generalstaatsanwalt, die jedoch schon am 28. Juni 2001 von der Obersten Militärstaatsanwaltschaft als Fehlurteil wieder rückgängig gemacht wurde. Heute wird vermutet, dass ein weiterer Grund für die Auslieferung der Kosaken die Rückführung der SS-Division „Galizien“ gewesen sein könnte, weil sich Churchill von deren Einsatz im aufkommenden Kalten Krieg Vorteile erwartet hatte.

## Spuren und Rezeption

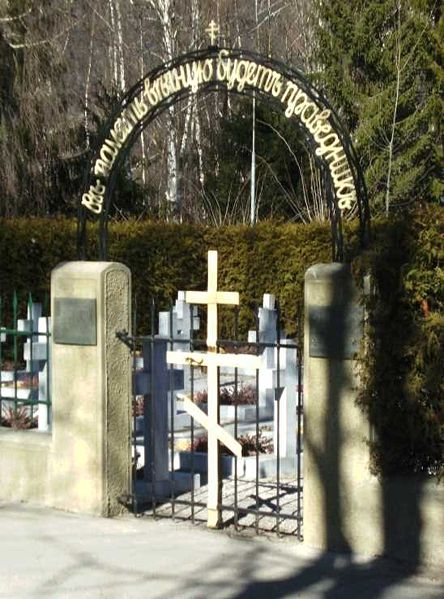
Kosakenfriedhof in der Peggetz

In Lienz erinnern heute der Kosakenfriedhof in der Peggetz und ein Gedenkstein für den General Helmuth von Pannwitz und das XV. Kosaken-Kavallerie-Korps in Tristach an das damalige tragische Geschehen. Jährlich finden dort Gedenkfeiern der Überlebenden und der Nachkommen statt. In Judenburg erinnert mit dem sogenannten „Kosakenstein“ ein Denkmal neben der Murbrücke an die Geschehnisse bei der Übergabe. 2014 wurde in Lienz ein Kosakenmuseum eröffnet, das 2021 an den Hauptplatz umzog. Es informiert über Volkskultur und Herkunft der Kosaken und dient auch in Ergänzung zum Kosakenfriedhof als Dokumentationszentrum der Kosakentragödie.
Mit einer Andeutung im James-Bond-Film „GoldenEye“ fanden die Ereignisse von Lienz auch Eingang in die Populärkultur: Bonds ursprünglicher Partner 006, der ihn verrät und zu seinem Gegenspieler wird, erklärt sich als Sohn eines Lienzer Kosaken (in der deutschen Synchronisation wird fälschlicherweise von „Linzer Kosaken“ gesprochen) und somit glühenden Hasser Großbritanniens.
Während die Auslieferung der Kosaken 1945 eine bedeutende Rolle im rechtsextremen Geschichtsdiskurs (Revisionismus) spielt, wird von anderer Seite kritisiert, dass in der Betonung der Opferrolle bewusst der Aspekt ausgeblendet werde, dass der Kampf der Kosaken an der Seite der deutschen Wehrmacht bedeutete, dass sie sich an Hitlers Vernichtungskrieg beteiligten. Ganz unabhängig von der Frage ihrer ursprünglichen Motivation, da sie aus Sicht Stalins seit der Oktoberrevolution als Feinde des sowjetischen Systems galten und von diesem in ihrer Mehrheit als Anti-Bolschewiki verfolgt wurden. Nach ihrer Darstellung hatten sie keine Wahl, als sich gemeinsam mit den Deutschen gegen Stalin zu wenden, obwohl in Wirklichkeit nur ein sehr kleiner Teil zu den deutschen Truppen überlief, während die überwiegende Mehrheit der Kosaken sich in den Verbänden der Roten Armee der Wehrmacht entgegenstellte.